# Place centrale d'Oulu
La place centrale d'Oulu (finnois : Oulun keskusaukio) est une place du centre-ville de Oulu en Finlande.

## Présentation
La place est située au centre d'Oulu, à l'intersection de Pakkahuoneenkatu et de Kirkkokatu. La place fait partie de la zone piétonne Rotuaari.
Le bâtiment de Pohjolan Kirja, conçu par l'architecte Uki Heikkinen, est achevé en janvier 1954. 
De l'autre côté de Kirkkokatu, la place centrale est bordée de bâtiments en pierre de style Art nouveau dont la maison Pallas, conçue en 1907 par l'architecte Valter Thomé et la banque d'épargne régionale d'Oulu conçue en 1911 par Wivi Lönn.
Au centre de la place se trouve la fontaine conçue par l'architecte Seppo Valjus, nommee Keskusaukion kaivohuone (1989), mais mieux connue sous le nom de Rotuaarin pallo.

## Lieux et monuments

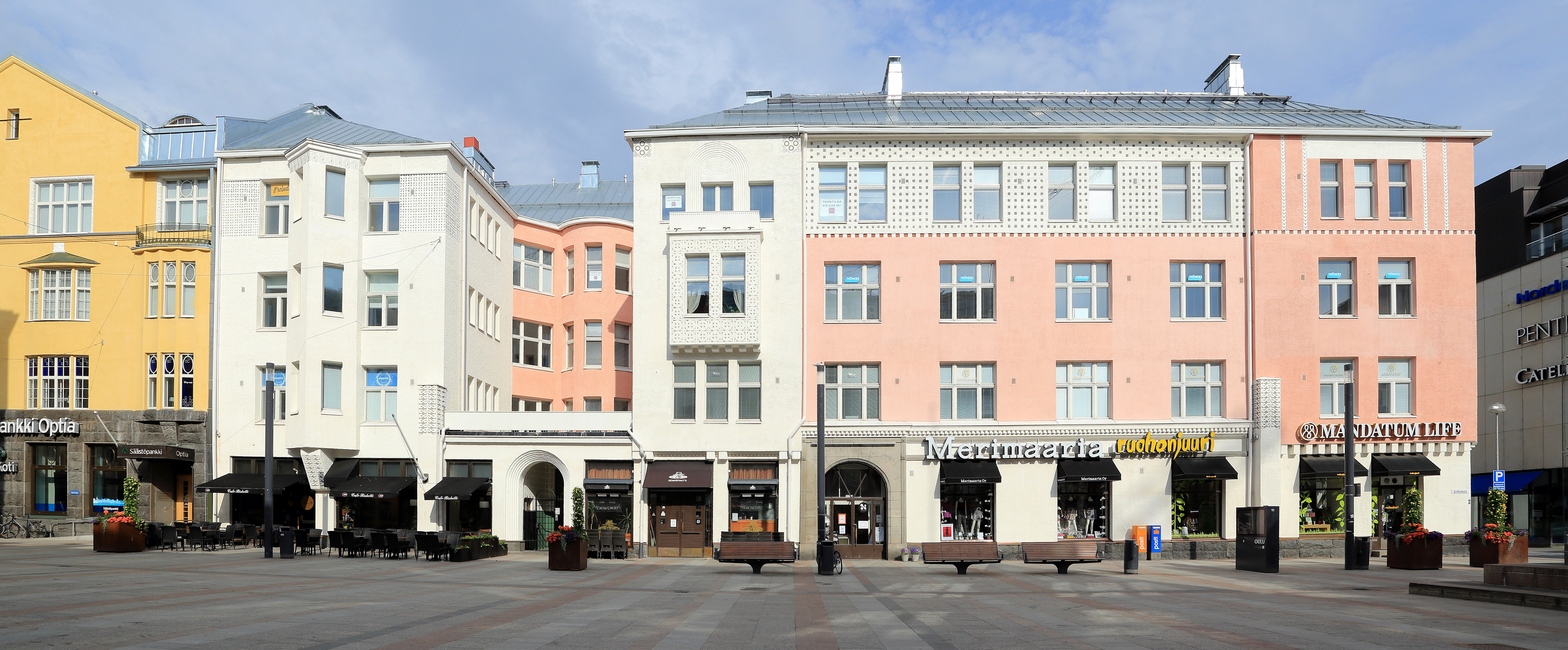
Maison Pallas.
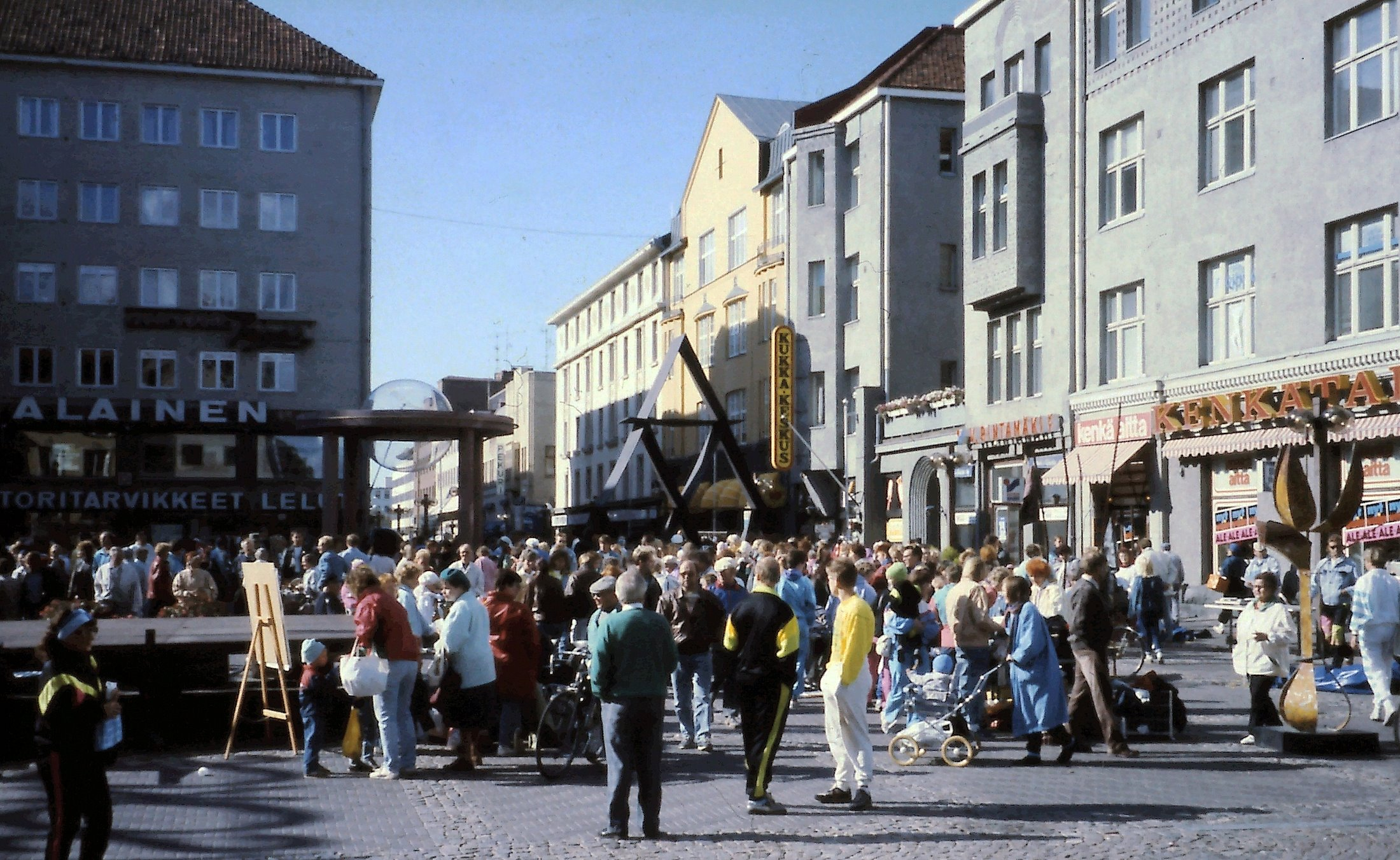
La place en 1989.
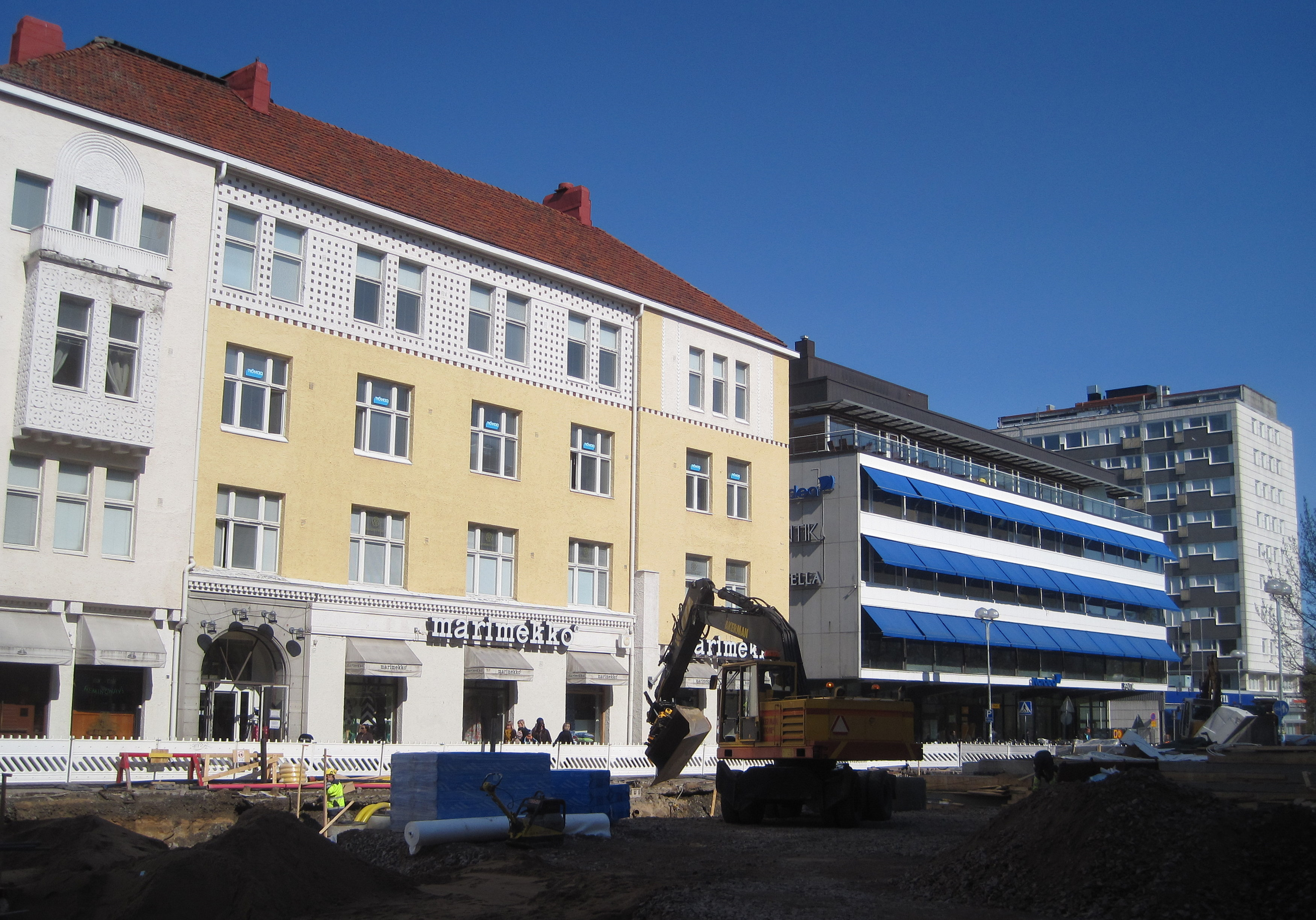
Rénovation.
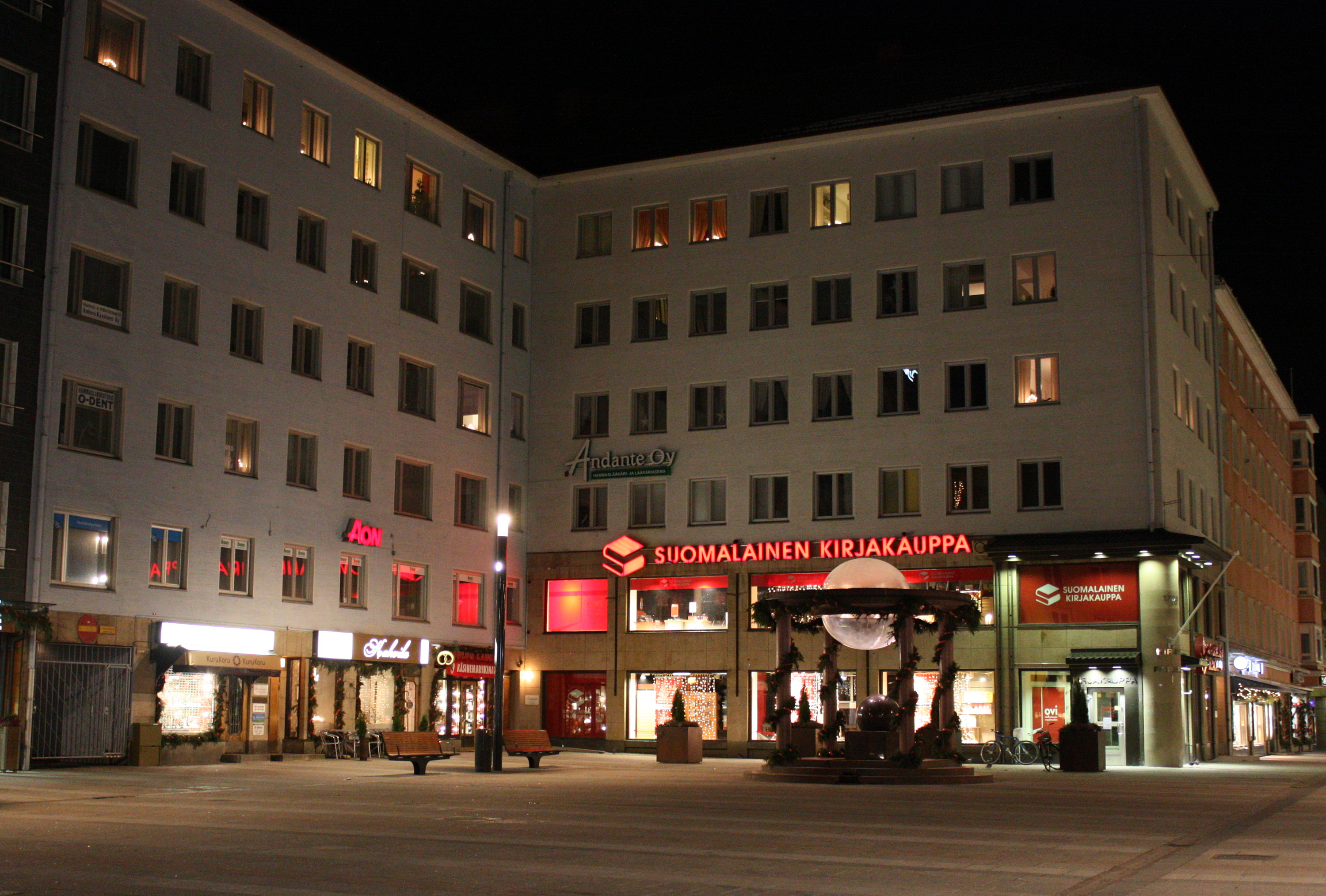
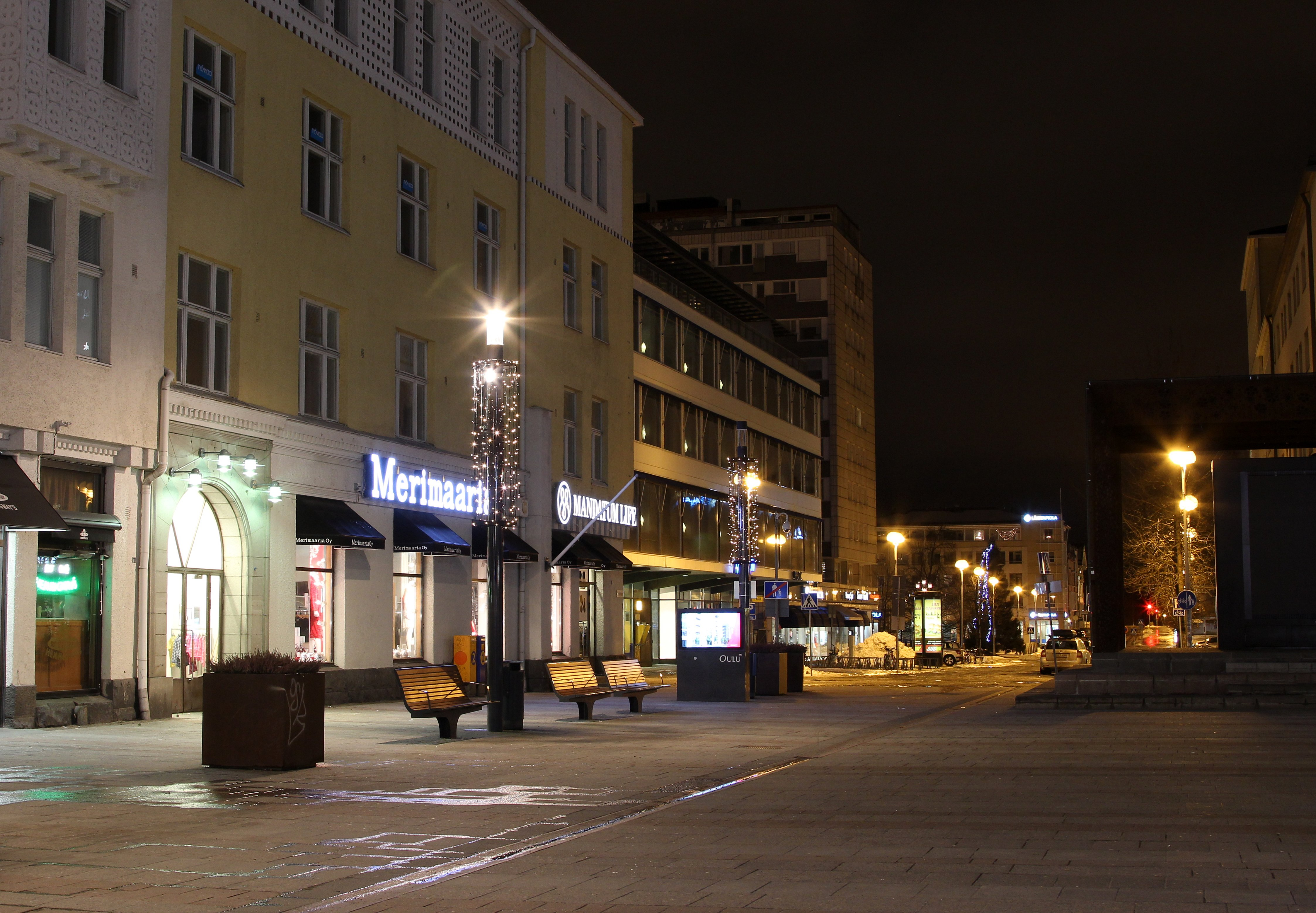
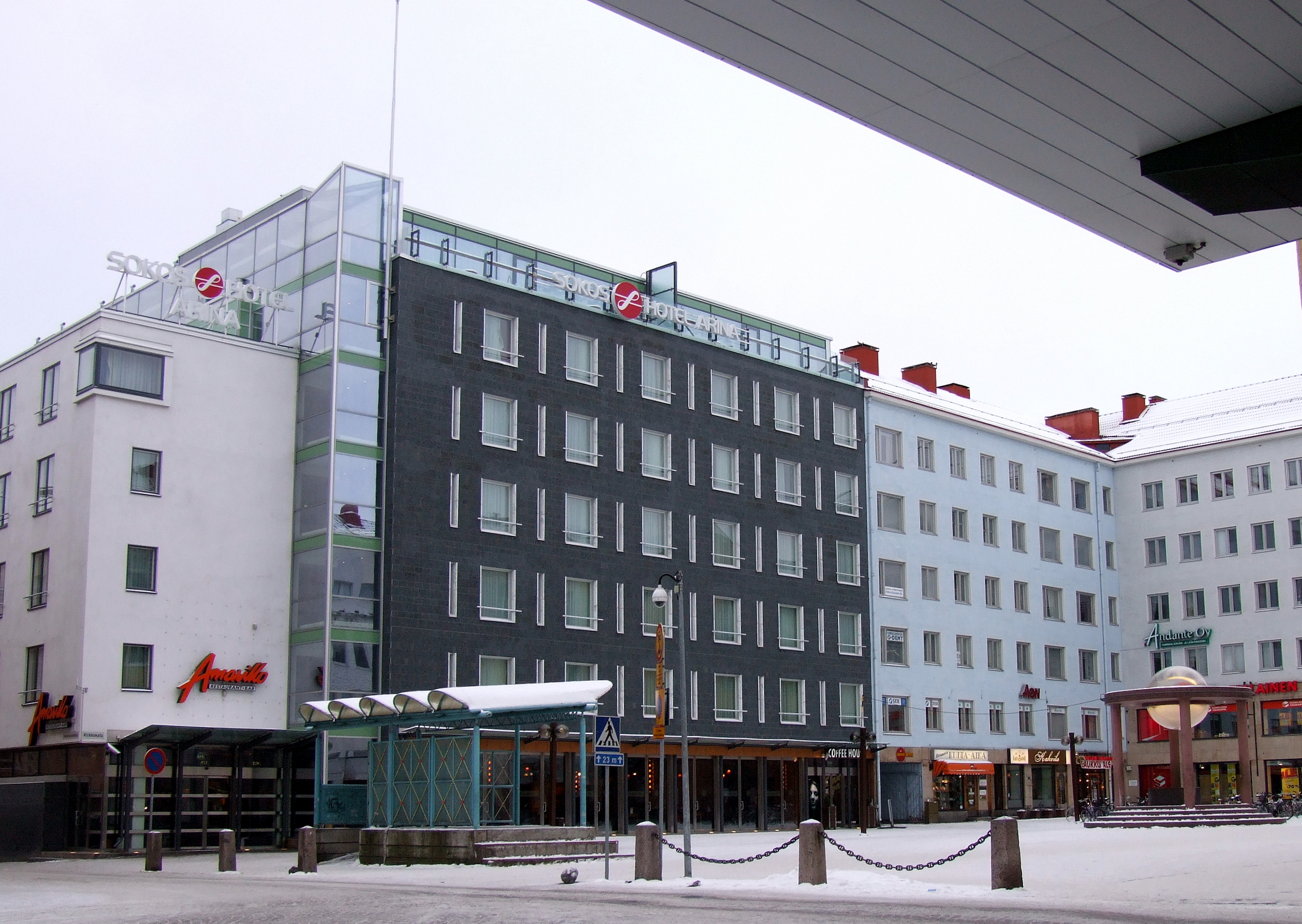
La place et l'hôtel Sokos.
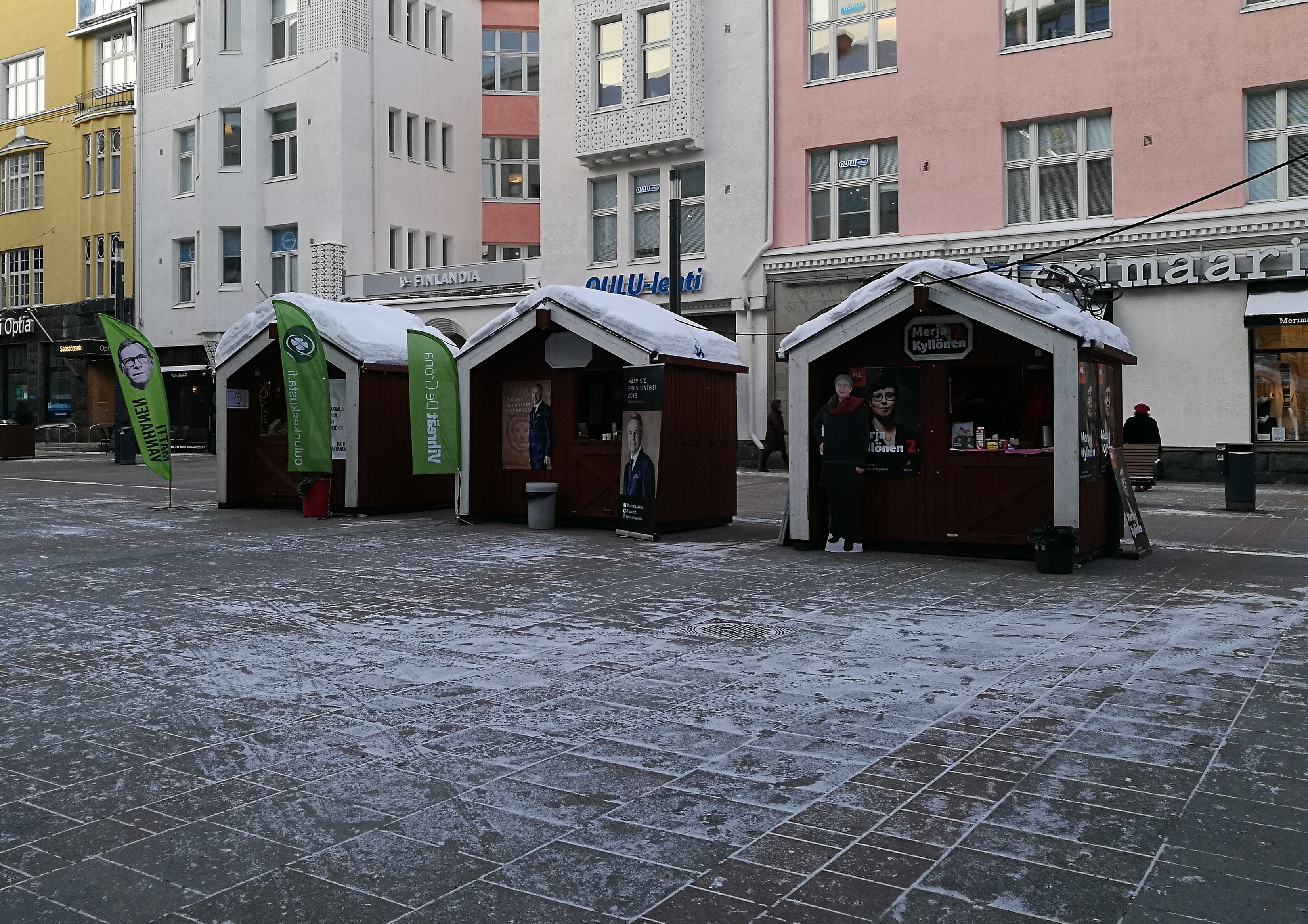
Campagne pour l'élection présidentielle.
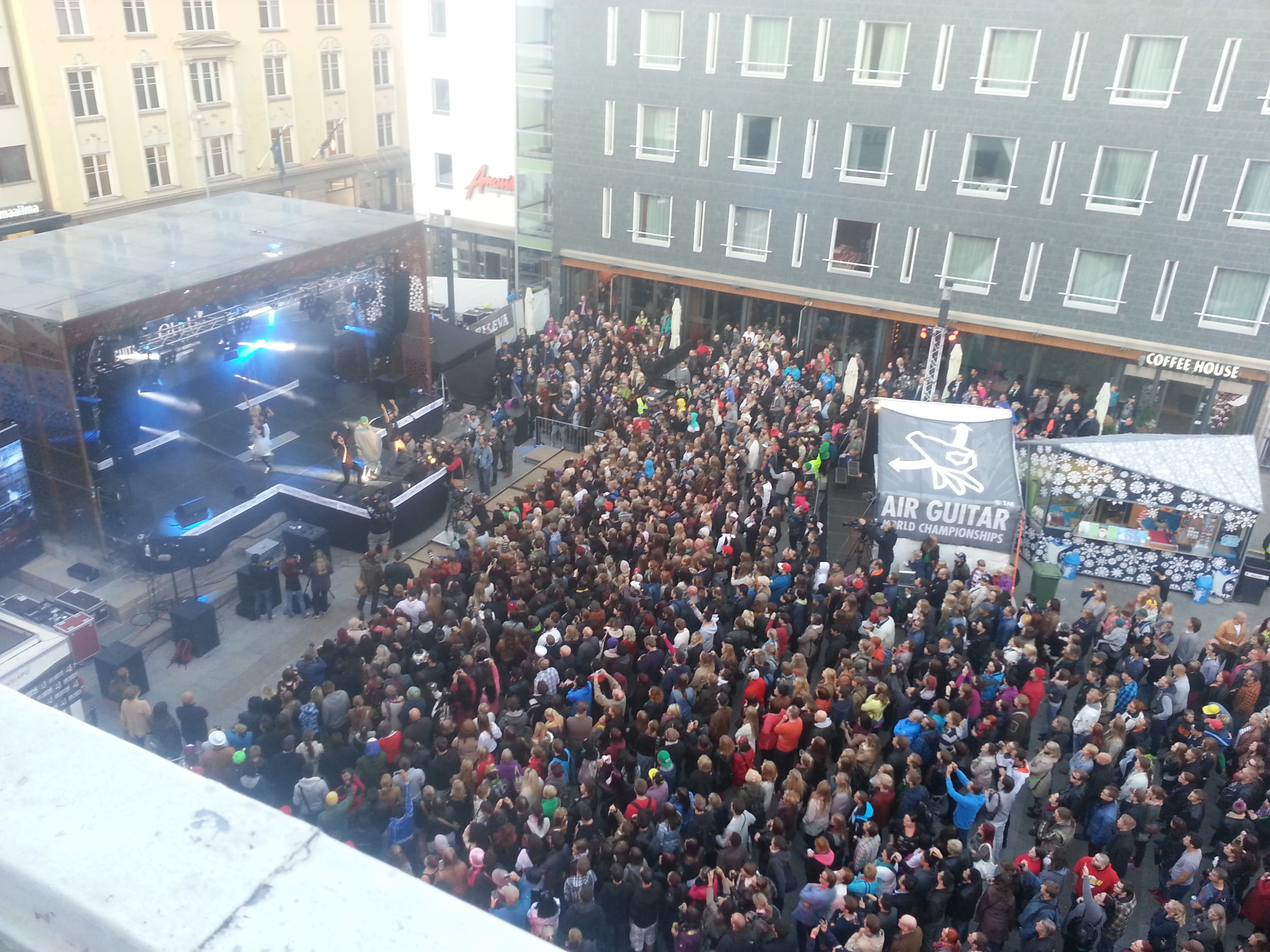
Championnats d'air guitar en août 2013.